# Alternanthera longipes
Alternanthera longipes là loài thực vật có hoa thuộc họ Dền. Loài này được (Moq.) Benth. mô tả khoa học đầu tiên năm 1870.